# Futbol'nyj Sportyvnyj Klub Feniks-Mariupol'
Il Futbol'nyj Sportivnyj Klub Feniks-Mariupol' (in ucraino Футбольний спортивний клуб Маріуполь?, meglio noto come FSC Feniks-Mariupol', è una società calcistica ucraina con sede nella città di Demydiv, in rappresentanza della città di Mariupol'. Milita nella Perša Liha, la seconda serie del campionato ucraino di calcio.

## Storia
Il club è stato fondato nel 2007 col nome di Leader, militando nelle divisioni regionali ucraine. Questa denominazione è rimasta tale fino al 2017.
Nel 2017, per motivi di sponsorizzazione, la società cambia denominazione in Jarud e si iscrive al Campionato Amatoriale Ucraino, il quarto livello del calcio ucraino.
Nel 2020, il club ha ottenuto la licenza di club professionistico, potendosi così iscrivere alla Druha Liha, la terza serie del calcio ucraino, nonché il gradino più basso del calcio professionistico nel paese.
Nel 2022, complici le numerose defezioni causate dall'invasione russa dell'Ucraina del 2022, il club viene ammesso al campionato di seconda serie. Conseguentemente, il club cambia denominazione in FSC Mariupol'.
Nel marzo del 2025 il club si fonde con il Feniks Pidmonastyr, formazione militante nelle serie amatoriali ucraine. A seguito di tale fusione, il club cambia denominazione in Feniks-Mariupol'.

## Stadio
Sin dalla sua fondazione, il club ha giocato le gare interne allo Stadio Zachidnyj di Mariupol', impianto da circa tremila posti. 
Dal 2022, a seguito del conflitto russo-ucraino, la squadra gioca le sue gare interne al Dynaz di Demydiv.

## Cronistoria del nome
- 2007: Fondato come Leader
- 2017: Rinominato in Jarud Mariupol'
- 2022: Rinominato in FSC Mariupol'
- 2025: Rinominato in Feniks-Mariupol'

## Organico

### Rosa 2023-2024
| N. |                    | Ruolo | Calciatore                   |
| -- | ------------------ | ----- | ---------------------------- |
| 1  | Ucraina (bandiera) | P     | Pavlo Kravtsov               |
| 2  | Ucraina (bandiera) | D     | Petro Kharzhevskyi           |
| 5  | Ucraina (bandiera) | D     | Yevheniy Skyba               |
| 6  | Ucraina (bandiera) | C     | Ivan Mochevinskyi (capitano) |
| 7  | Ucraina (bandiera) | A     | Oleksandr Batal's'kyj        |
| 8  | Ucraina (bandiera) | D     | Dmytriy Pavlish              |
| 9  | Ucraina (bandiera) | C     | Vitalij Hoškoderja           |
| 11 | Ucraina (bandiera) | A     | Ihor Bykovskyi               |
| 12 | Ucraina (bandiera) | P     | Mykyta Yakubenko             |
| 15 | Ucraina (bandiera) | C     | Dmytro Penteleychuk          |
| 21 | Ucraina (bandiera) | C     | Danylo Litovchenko           |
| 23 | Ucraina (bandiera) | P     | Illja Karavaščenko           |
| 27 | Ucraina (bandiera) | D     | Vladyslav Chushenko          |
| 28 | Ucraina (bandiera) | A     | Hlib Lityuk                  |

| N. |                    | Ruolo | Calciatore            |
| -- | ------------------ | ----- | --------------------- |
| 34 | Ucraina (bandiera) | C     | Yehor Bulhakov        |
| 35 | Ucraina (bandiera) | C     | Nikita Teplyakov      |
| 38 | Ucraina (bandiera) | D     | Pavlo Shushko         |
| 39 | Ucraina (bandiera) | A     | Danylo Dmytriyev      |
| 41 | Ucraina (bandiera) | C     | Oleksandr Chernetskyi |
| 42 | Ucraina (bandiera) | C     | Yaroslav Dobrokhotov  |
| 43 | Ucraina (bandiera) | A     | Mykyta Makhynya       |
| 45 | Ucraina (bandiera) | C     | Ivan Melnychenko      |
| 46 | Ucraina (bandiera) | C     | Dmytro Prokopchuk     |
| 70 | Ucraina (bandiera) | A     | Bohdan Hora           |
| 79 | Ucraina (bandiera) | D     | Mykyta Mykhaylenko    |
| 90 | Ucraina (bandiera) | D     | Ivan Mamrosenko       |
|    | Ucraina (bandiera) | C     | Anton Savin           |
|    | Ucraina (bandiera) | C     | Jevhen Zadoja         |